# Малебо
Малебо (до 1973 г. – Стенли Пул, на френски: Pool Malebo, Stanley Pool) е езеровидно разширение в най-долната част от средното течение на река Конго, на 272 m н.в., разположено на границата между Република Конго (РК) и Демократична република Конго (ДРК). Дължината му от североизток на югозапад е 30 km, ширината – до 25 km, площта му – 555 km², а дълбочината – до 25 m. В средата му е разположен остров Мбому (принадлежи на Република Конго), който го разделя на 2 ръкава, в които са разположени редица малки островчета (Кабонго, Баму и др.) и пясъчни плитчини, много от които се заливат по време на пълноводие. В югозападната му част, при изтичането на река Конго, са разположени столиците на двете държави – Киншаса (на левия бряг, на ДРК) и Бразавил (на десния бряг, на РК). Това са двете най-близко разположени държавни столици в света, като се изключат Рим и Ватикана. До 1973 г. езерото се е наричало Стенли Пул в чест на видния американски изследовател на Африка Хенри Мортън Стенли.